# Åmots kyrka
Åmots kyrka är en kyrkobyggnad i samhället Åmot, omkring 17 kilometer nordväst om Ockelbo. Den tillhör Ockelbo församling i Uppsala stift.

## Kyrkobyggnaden

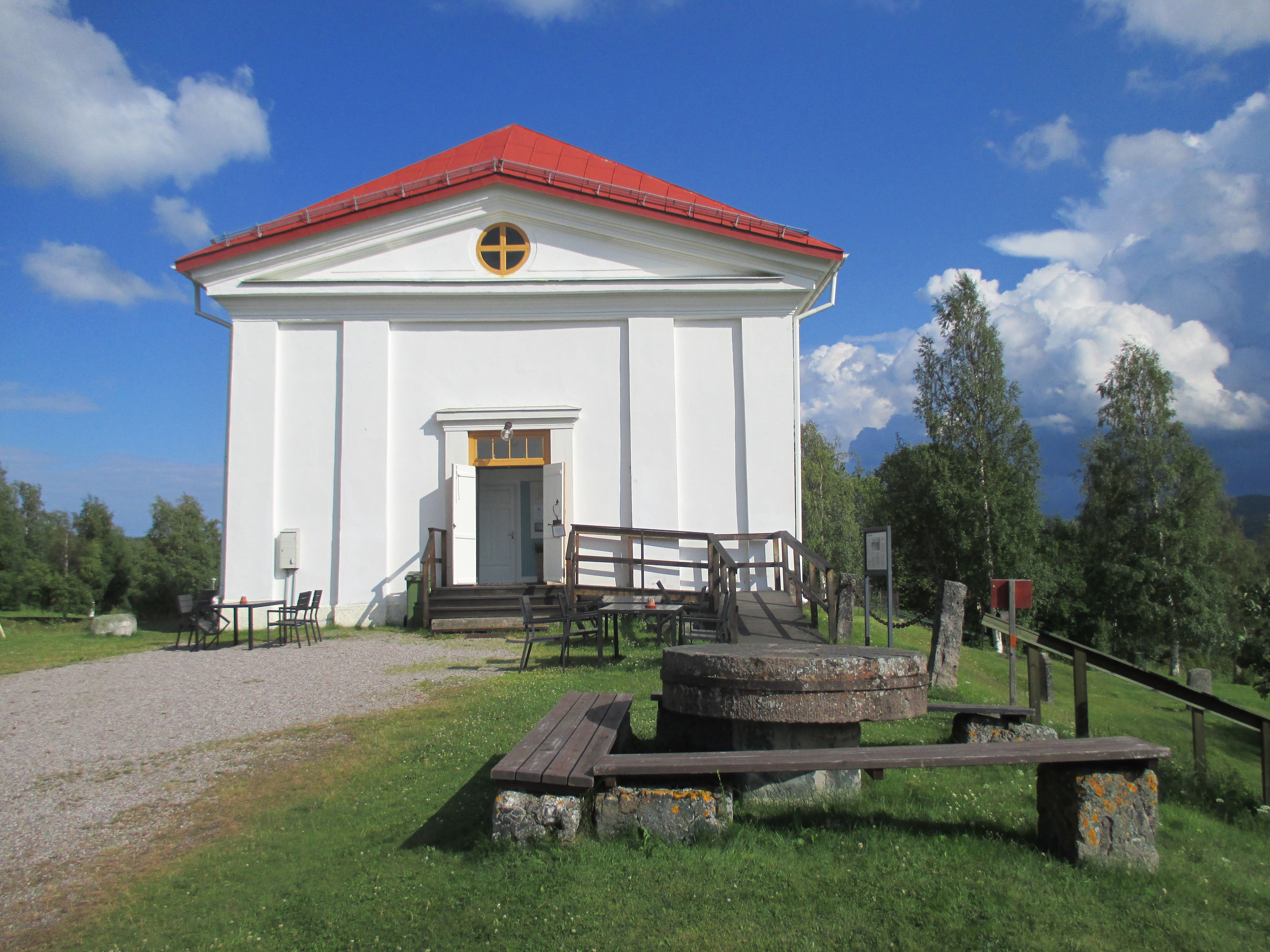
Bunges kapell.

Första kapellet vid Åmots bruk uppfördes 1797 och var en timmerbyggnad i nyklassisk stil.
1914 - 1917 uppfördes nuvarande kyrka på en kulle norr om gamla kapellet. Kyrkan uppfördes av byggmästare Gustaf Pettersson från Ockelbo efter ritningar av arkitekt Georg Alfred Nilsson. Materialet var slaggsten och tegel på en sockel av gråsten.
Kyrkan består av ett rektangulärt långhus med ett smalare, rakt avslutat kor i öster. Vid sydvästra sidan finns ett sidoställt kyrktorn. Den höga tornspiran är klädd med svarttjärade spån.
Kyrkorummets innertak har ett tunnvalv av trä. Koret har ett stjärnvalv som är vitslammat. All inredning är laserad i rödbrunt och har mörkbruna detaljer. År 2001 avlägsnades kyrkorummets bakre bänkar.

## Inventarier
- Altarprydnaden är ett krucifix i ek är utfört av Tore Strindberg.
- Dopfunten består av en cuppa som bärs upp av fyra kolonetter. Allt är gjort av skuret trä.
- Dopskålen i mässing är utförd 1917 av Markus Ax i Gävle.

### Orgel
- Den nuvarande orgeln byggdes 1884 av E A Setterquist & Son, Örebro. Orgeln flyttades till den nybyggda kyrkan 1917. Orgelfasaden är från 1884. Orgeln är mekanisk med slejflåda och har ett tonomfång på 54/27. Orgeln avsynades och provspelades 14 oktober 1884 av musikdirektör Johan Fredrik Lagergren i Ockelbo.[1]

| Manual           | Pedal   | Koppel |
| Borduna 16' B/D  | Bihängd | Man 4' |
| Principal 8' B/D |         |        |
| Salicional 8'    |         |        |
| Rörflöjt 8'      |         |        |
| Octava 4'        |         |        |
| Octava 2'        |         |        |